# Crossota rufobrunnea
Crossota rufobrunnea is een hydroïdpoliep uit de familie Rhopalonematidae. De poliep komt uit het geslacht Crossota. Crossota rufobrunnea werd in 1913 voor het eerst wetenschappelijk beschreven door Kramp. 